# Comberanche-et-Épeluche
Comberanche-et-Épeluche é uma comuna francesa na região administrativa da Nova Aquitânia, no departamento Dordonha. Estende-se por uma área de 3,94 km². Em 2010 a comuna tinha 170 habitantes (densidade: 43,1 hab./km²).